# Leptodirini
Leptodirini zijn een geslachtengroep uit de familie van de truffelkevers (Leiodidae).

## Taxonomie
- Subtribus Antroherponina
  - Geslacht Leptomeson Jeannel, 1924[1]
- Subtribus Bathysciina
- Subtribus Bathysciotina
- Subtribus Leptodirina
- Subtribus Pholeuina
- Subtribus Platycholeina
- Subtribus Spelaeobatina